# Dávid Kelemen
Dávid Kelemen (Békéscsaba, 24 maggio 1992) è un calciatore ungherese, difensore del Csíkszereda.

## Carriera

### Club
Ha giocato nella massima serie ungherese.

### Nazionale
Tra il 2012 ed il 2015 ha giocato nove partite in Under-21.

## Palmarès

### Club

#### Competizioni nazionali
- Nemzeti Bajnokság II: 1

MTK Budapest: 2011-2012 (ovest)